# Harvest (film)
Pour les articles homonymes, voir Harvest.
Pour plus de détails, voir Fiche technique et Distribution.
Harvest est un film germano-américano-britannique réalisé par Athina Rachel Tsangari, sorti en 2024.
C'est l'adaptation du roman Harvest de Jim Crace paru en 2013.
Il est présenté en compétition à la Mostra de Venise 2024.

## Fiche technique
Sauf indication contraire, les informations mentionnées dans cette section peuvent être confirmées par la base de données cinématographiques IMDb,  présente dans la section « Liens externes ».
- Titre français : Harvest
- Réalisation : Athina Rachel Tsangari
- Scénario : Joslyn Barnes et Athina Rachel Tsangari d'après le roman de Jim Crace
- Costumes : Kirsty Halliday
- Photographie : Sean Price Williams
- Montage : Matthew Johnson et Nico Leunen
- Pays de production :  Royaume-Uni,  Allemagne,  États-Unis,  France et  Grèce
- Format : Couleurs - Dolby Digital
- Genre : drame, historique
- Durée : 131 minutes
- Dates de sortie :
  - Italie : 3 septembre 2024 (Mostra de Venise 2024)
  - France : 16 avril 2025

## Distribution
- Caleb Landry Jones : Walter Thirsk
- Harry Melling : Kent
- Frank Dillane : Jordan
- Rosy McEwen : Kitty Gosse
- Arinzé Kene : Quill
- Thalissa Teixeira : Mistress Beldam
- Grace Jabbari : Alice Carr
- Stephen McMillan : Brooker Higgs
- Emma Hindle : Anne Rogers
- Mitchell Robertson : Christopher Derby

## Production

### Genèse et développement
C'est l'adaptation du roman Harvest de Jim Crace paru en 2013,.

## Distinctions

### Sélections
- Mostra de Venise 2024 : sélection en compétition[3]
- Festival international du film de Toronto 2024 : sélection en section Special Presentations

## Critiques
Le magazine culturel Télérama, résume le film en ces termes : « Au XVIIe siècle, un village libertaire est mis à rude épreuve. Une fresque insolite, comme un rêve fiévreux, doublée d’une belle allégorie poétique et politique. ».